# Петеляева, Ирина Владимировна
Ирина Владимировна Петеляева (р. 28 января 1959, Денау, Узбекская ССР) — российский политик, депутат Законодательного Собрания Республики Карелия второго (1998—2002), третьего (2002—2006), пятого (с 2011 по 2016) И шестого (с 2016 года) созывов, с 2011 по 2016 года занимала должность вице-спикера. С апреля 2016 года — депутат Государственной Думы Российской Федерации 6-го созыва..

## Биография
В 1981 окончила Физико-математический факультет Петрозаводского государственного университета по специальности «математик, преподаватель математики». В 1981—1989 годах работала учителем математики, в 1989—1991 годах — заместителем директора по воспитательной работе. В 1991 году в петрозаводской школе № 46 одержала победу в первом и единственном в республиканской практике конкурсе на место директора.

## Политическая деятельность
В 1996 году избрана депутатом Петросовета, а в 1998 — Палаты Республики Законодательного Собрания Карелии, заняв должность заместителя председателя Комитета по социальной политике.

### В карельском «Яблоке»
В октябре 1999 года вошла в состав карельского отделения партии «Яблоко». В 2002 году Петеляева стала одним из основных фигурантов конфликта, разразившегося внутри руководства партийного отделения, в результате которого она лишилась его официальной поддержки в предстоявшей предвыборной кампании. В апреле Петеляева, получив 11,34 % голосов избирателей, заняла второе место на выборах мэра Петрозаводска (таким образом ей удалось опередить как действовавшего главу городской администрации Андрея Дёмина, так и лидера карельских «яблочников» Александра Чаженгина), а также, набрав 34,43 % в Лососинском одномандатном округе города, смогла пройти в новый состав Заксобрания.
В августе 2003 года, при поддержке однопартийца бизнесмена Василия Попова и по согласованию с федеральным руководством, Петеляева была избрана новым руководителем регионального отделения «Яблока». На декабрьских выборах в Госдуму она представляла её в карельском одномандатном округе, однако снова заняла второе место (17,49 %), уступив единороссу Валентине Пивненко. В 2006 году карельское «Яблоко» под руководством Петеляевой стало инициатором кампании против отмены прямых выборов главы Петрозаводска, которую предлагали представителями партии «Единая Россия», однако на самих выборах в октябре того же года Попов в конечном итоге уступил действовавшему мэру города. Кризис внутри партии только усугубился после того, как она была снята с проходивших параллельно выборов в парламент Карелии под предлогом «нарушения действующего законодательства» при проведении партийной конференции.

### Региональный лидер справедливороссов
В марте 2007 года, несмотря на очередное снятие «яблочников» с предвыборной гонки, Петеляева была избрана в Петрозаводский городской совет. А в июле того же года она, неожиданно для своих соратников, вступила в карельское отделение партии «Справедливая Россия», вскоре утвердившее её в качестве своего руководителя. Новое назначение привело к конфликту внутри карельских справедливороссов, кульминацией которого стали выборы мэра Петрозаводска 2009 года, когда партия во главе с Петелявой отказала в электоральной поддержке одному из своих неформальных лидеров, осуществлявшему её финансовое обеспечение, предпринимателю Девлету Алиханову. Раскол внутри партии привёл к развалу её фракции в Петросовете и уходу значительной части партийцев во главе с Алихановым в ряды «Единой России». Среди причин разрыва партии с Алихановым назывались личный конфликт внутри регионального руководства, противодействие партийных структур продвижению бизнес-интересов посредством политики, а также указание из Москвы, не принимать участие в мэрских выборах.
В декабре 2009 года Петеляева получила пост заместителя министра образования в правительстве Карелии. В апреле 2011 года, после её неоднократных критических заявлений относительно политики, проводимой властями республики, была снята со своей должности министром Александром Селяниным. Спустя несколько месяцев городской суд Петрозаводска признал отставку незаконной.
В декабре 2011 года Петеляева получила второе место в региональном списке Справедливой России от Карелии и Ленобласти на выборах в Госдуму, а также возглавила список партии на одновременно проходивших выборах в карельский парламент. Не сумев одержать победу над Алихановым в «родном» для него Древлянском округе Петрозаводска (второе место и 18,98 % голосов), лидер карельских эсеров прошла в ЗС республики по региональному списку, заняв в нём место заместителя Председателя на постоянной профессиональной основе.
В апреле 2016 года Петеляевой был передан мандат депутата Госдумы Татьяны Москальковой, которая была избрана на должность уполномоченного по правам человека, в связи с чем с неё были сняты депутатские полномочия. В мае 2016 года Петеляева покинула пост вице-спикера Законодательного Собрания Республики Карелия. В сентябре 2016 года избралась в Законодательное Собрание Республики Карелия шестого созыва.
10 сентября 2017 года была кандидатом на пост Главы Республики Карелия от партии «Справедливая Россия». Заняла 2-е место.
С ноября 2017 руководитель Центрального Аппарата партии «Справедливая Россия».